# Fylgia (namn)
Fylgia är ett isländskt namn som betyder följeslagerska. Det äldsta belägget i Sverige är från år 1911.
Enligt gammal nordisk folktro ledsagas varje människa av en skyddsande, en fylgia.
Den 31 december 2014 fanns det totalt 5 kvinnor folkbokförda i Sverige med namnet Fylgia, varav 2 bar det som tilltalsnamn.
Namnsdag: saknas (1986-1992: 14 juli)

## Personer med namnet Fylgia
- Fylgia Zadig, svensk skådespelare